# Jerome Flynn

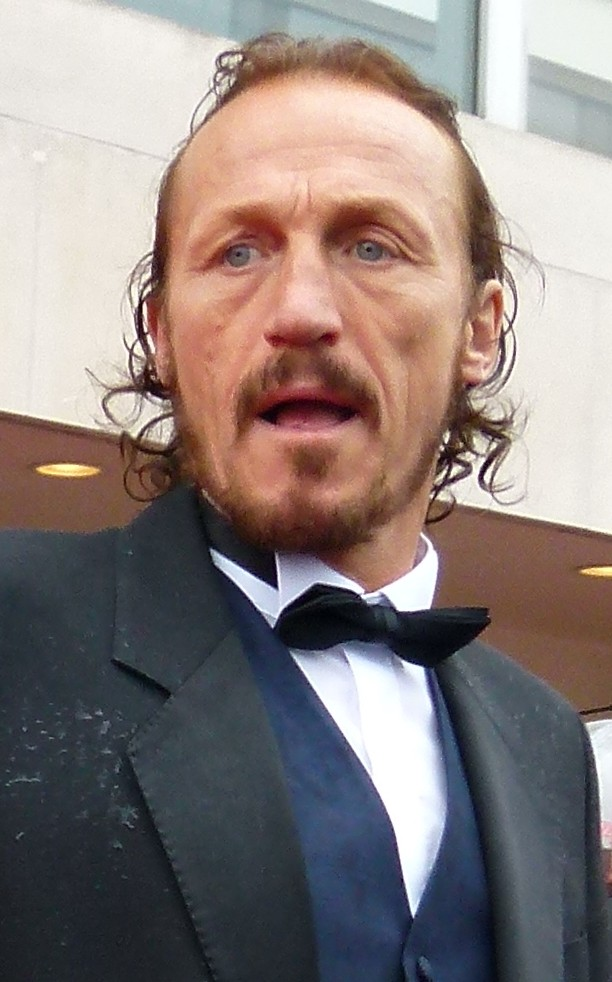
Jerome Flynn (2013)

Jerome Patrick Flynn (* 16. März 1963 in Bromley, Kent) ist ein britischer Schauspieler und Musiker.

## Laufbahn
Jerome Flynn wurde in Bromley, Kent als Sohn des Schauspielers Eric Flynn und der Lehrerin Fern Flynn geboren. Sein Bruder Daniel und sein Halbbruder Johnny sind ebenfalls im Showgeschäft tätig. Er hat teils adelige Wurzeln und ist mütterlicherseits ein entfernter Nachfahre von Oliver Cromwell und König Eduard III.
Er begann seine Karriere in Soldier Soldier (1991). Mit seinem Filmpartner Robson Green in Soldier Soldier sang er den Song Unchained Melody, der auch in diesem Film vorkam. Der Soundtrack zum Film, auf dem auch Unchained Melody enthalten war, verkaufte sich in Großbritannien mehr als 1,9 Millionen Mal.
2007 führte er bei dem Low-Budget-Streifen Rude Tales Regie und spielte darin auch die Hauptrolle selben Vornamens. Von 2011 bis 2019 spielte Flynn zudem in der HBO-Fantasyserie Game of Thrones fortlaufend die Rolle des Söldners Bronn. Von 2012 bis 2016 stand Flynn zusammen mit Matthew Macfadyen für die BBC-Serie Ripper Street vor der Kamera.
Flynn ist derzeit im walisischen Pembrokeshire wohnhaft.

## Filmografie
- 1985: American Playhouse (Fernsehserie, eine Folge)
- 1986: Screen Two (Fernsehserie, eine Folge)
- 1986: The Monocled Mutineer (Fernsehserie, 2 Folgen)
- 1986: Breaking Up (Fernsehserie, eine Folge)
- 1986: London's Burning: The Movie (Fernsehfilm)
- 1988: The Fear (Fernsehserie, 5 Folgen)
- 1988: Troubles (Fernsehfilm)
- 1988: Ein schicksalhafter Sommer (A Summer Story)
- 1988: Der Priestermord (To Kill a Priest)
- 1989: Flying Lady (Fernsehserie, eine Folge)
- 1990: Jim Bergerac ermittelt (Bergerac, Fernsehserie, eine Folge)
- 1991: Edward II
- 1991: Casualty (Fernsehserie, eine Folge)
- 1991: Boon (Fernsehserie, eine Folge)
- 1991: Kafka
- 1991–1995: Soldier Soldier (Fernsehserie, 44 Folgen)
- 1992: Between the Lines (Fernsehserie, 6 Folgen)
- 1993: Don't Leave Me This Way (Fernsehfilm)
- 1995: A Mind to Murder (Fernsehfilm)
- 1997: Ain't Misbehavin (Dreiteiler)
- 1999: The Ruth Rendell Mysteries (Fernsehserie, eine Folge)
- 1999–2000: Badger (Fernsehserie, 13 Folgen)
- 2011–2019: Game of Thrones (Fernsehserie, 37 Folgen)
- 2012–2016: Ripper Street (Fernsehserie, 32 Folgen)
- 2013: Dante's Daemon
- 2016: Black Mirror (Fernsehserie, Folge 3x03)
- 2017: Loving Vincent
- 2019: John Wick: Kapitel 3 (John Wick: Chapter 3 – Parabellum)
- 2020: The Dark Tower (Fernsehfilm)
- 2021: The Trick (Fernsehfilm)
- 2022–2025: 1923 (Fernsehserie)